# From Illmatic to Stillmatic: The Remixes
From Illmatic to Stillmatic: The Remixes è un extended play del rapper statunitense Nas, pubblicato il 2 luglio del 2002 da dalla Columbia e dall'etichetta di Nas, la Ill Will Records per, secondo lo scrittore Jason Birchmeier di AllMusic, «capitalizzare la risurrezione di Nas dopo l'uscita di Stillmatic.»

## Contenuto
L'EP, pubblicato per i mercati di Stati Uniti, Canada ed Europa, include sei remix di tracce presenti in Illmatic (1994), It Was Written (1996) e Stillmatic (2001). Alle produzioni Large Professor, Atkinson, Poke dei Trackmasters e Ty Fyffe, mentre le voci aggiuntive sono di AZ, Foxy Brown e R. Kelly.
L'EP prevede i remix dei singoli di Illmatic Life's a Bitch, One Love e It Ain't Hard to Tell, del singolo di It Was Written Street Dreams e del singolo di Stillmatic One Mic. L'unica traccia a essere inserita nell'EP e a non essere un singolo è Affirmative Action, ottavo brano del secondo album di Nas (It Was Written) e primo brano del supergruppo The Firm, comprendente in questa versione remixata i soli AZ e Foxy Brown e non Cormega, la cui assenza è definita da Birchmeier come «notevole.»
Inoltre, la Columbia ha preferito distribuire l'intero prodotto censurato (tra le altre anche «bitch» nel ritornello della prima traccia ad esempio).

## Ricezione
| Recensione | Giudizio |
| ---------- | -------- |
| AllMusic   | [ 1 ]    |
| RapReviews | [ 2 ]    |
| HipHopDX   | [ 3 ]    |

L'EP passa quasi inosservato da parte della critica. Steve Juon per RapReviews giudica il prodotto appena sufficiente, recensendo negativamente la prima traccia (il remix mal riuscito del Life's a Bitch che ha «reso improvvisamente AZ the Visualiza uno dei migliori prospetti in tutta la musica rap») e criticando aspramente l'omissione nel finale del remix dell'assolo di Olu Dara, decisione che Juon definisce «l'ultimo chiodo nella bara di questo orribile remake.» Juon giudica negativamente anche i remix di One Love e One Mic, mentre elogia la performance di R. Kelly, concludendo che «questo EP non è davvero indispensabile.»
Di tutt'altra opinione Marlos Regis per HipHopDX, che lo considera un buon lavoro, eccezion fatta che per il remix di Affirmative Action che definisce «triste qui» fuori da It Was Written. Allmusic assegna all'album due stelle e mezzo su cinque. Similmente alla recensione di RapReviews, secondo Birchmeier i remix di Illmatic, che presentano le stesse voci con produzioni differenti, non sono riusciti, a differenza di quelli di It Was Written e l'EP soffre l'assenza di mix nuovi.

## Tracce
1. Life's a Bitch (Arsenal Mix) (featuring AZ) – 3:34 (testo: Nasir Jones, Anthony Cruz, Olu Dara, Oliver Scott, Ronnie Wilson – musica: Def Jef, Meach Wells)
2. One Love (LG Main Mix) – 5:35 (testo: Jones, Jonathan Davis, Jimmy Heath – musica: The LG Experience)
3. It Ain't Hard To Tell – 2:52 (testo: Jones, William Mitchell – musica: Large Professor)
4. Street Dreams (Remix) (featuring R. Kelly) – 4:54 (testo: Jones, Samuel Barnes, Jean-Claude Olivier, Annie Lennox, David Stewart – musica: Poke)
5. Affirmative Action (Remix Edited Version) (featuring AZ & Foxy Brown) – 3:25 (testo: Jones, Inga Marchand, Cory McKay, Cruz, Barnes, Olivier, Dave Atkinson – musica: Dave Atkinson)
6. One Mic (Remix) – 4:34 (testo: Jones, Chucky Thompson, James Mtume, Tyrone Fyffe – musica: Ty Fyffe)

Note
- La traccia 1 è estratta dal lato-b di Life's a Bitch (1994).
- La traccia 2 è estratta dal lato-b di One Love (1994) e contiene un campionamento da  Smilin' Billy Suit Pt. II dei The Heath Brothers.[4]
- La traccia 3 è estratta dal lato-b di It Ain't Hard to Tell (1994) e contiene estratti di Nobody Beats The Biz di Biz Markie.[4]
- La traccia 4 è estratta dal singolo Street Dreams (Remix) (1996), è un'interpolazione di Sweet Dreams degli Eurythmics e contiene una porzione di Never Gonna Stop di Linda Clifford.[4]
- La traccia 5 è estratta dal lato-b di Street Dreams (1996) e contiene estratti di Symphony di MC Shan.[4]
- La traccia 6 è una traccia originale e contiene estratti di Juicy Fruit di James Mtume.[4]

## Classifiche
| Classifica (2002)         | Posizione massima |
| ------------------------- | ----------------- |
| Stati Uniti               | 123               |
| US Top R&B/Hip-Hop Albums | 32                |